# Wilhelm Püschel
Wilhelm Püschel (* 18. Dezember 1879 in Berlin; † nach 1948) war ein deutscher Rechtswissenschaftler.

## Leben
Er studierte in Heidelberg, Tübingen und Berlin. Er legte im April 1902 das Referendarexamen ab. 1903 wurde in Göttingen zum Dr. iur. promoviert. Nach dem Assessorexamen 1908 wurde er in Berlin zunächst Amtsrichter und 1912 Landrichter. Er war als Hauptmann im Ersten Weltkrieg u. a. nach Finnland abkommandiert und 1918 nach Beendigung des Krieges noch 2 Jahre dort geblieben. An der Universität Helsinki hatte er einen Lehrauftrag für deutsches Bürgerliches Recht und war einer stellvertretender Professor für Römisches Recht und Internationales Privatrecht betraut worden zu sein. Nach seiner Rückkehr 1922 wurde er Landgerichtsdirektor in Berlin. Von 1925 bis 1926 war er Privatdozent an der Universität Hamburg.

## Schriften (Auswahl)
- Die Pfandklage des bürgerlichen Gesetzbuches. Berlin 1903, OCLC 1071437196.
- Confessus pro iudicato est. Bedeutung des Satzes für den römischen Formularprozess, zugleich ein Beitrag zur Erklärung des lex Rubria. Heidelberg 1924, OCLC 265424562.
- Der Einzelrichter und seine Zuständigkeit. Berlin 1925, OCLC 1041957751.
- Der Niedergang des Rechts im Dritten Reich. Reutlingen 1947, OCLC 555656417.
- Deutschland 1848 und heute. Das Problem der Staatsform. Reutlingen 1948, OCLC 56415268.